# Olympische Sommerspiele 1972/Leichtathletik – 200 m (Frauen)
Der 200-Meter-Lauf der Frauen bei den Olympischen Spielen 1972 in München wurde am 4. und 7. September 1972 im Olympiastadion München ausgetragen. 37 Athletinnen nahmen teil.
Olympiasiegerin wurde Renate Stecher aus der DDR. Silber gewann wie vier Jahre zuvor vor die Australierin Raelene Boyle. Bronze ging an die Polin Irena Szewińska.
Neben der Olympiasiegerin starteten auch Ellen Strophal und Christina Heinich für die DDR. Beide erreichten wie Stecher das Finale. Strophal wurde Vierte, Heinich Sechste.

Für die Bundesrepublik Deutschland – offiziell Deutschland – gingen Annegret Kroniger und Christiane Krause an den Start. Krause schied im Halbfinale aus, Kroniger qualifizierte sich für das Finale, in dem sie Fünfte wurde.

Die Österreicherin Karoline Käfer konnte sich für das Viertelfinale qualifizieren, schied dort jedoch aus.

Läuferinnen aus der Schweiz und Liechtenstein nahmen nicht teil.

## Rekorde

### Bestehende Rekorde
| Weltrekord         | 22,4 s | Chi Cheng ( Taiwan)      | München, BR Deutschland        | 12. Juli 1970    |
| Olympischer Rekord | 22,5 s | Irena Szewińska ( Polen) | Finale OS Mexiko-Stadt, Mexiko | 18. Oktober 1968 |

### Rekordegalisierung / -verbesserung
Olympiasiegerin Renate Stecher aus der DDR verbesserte im Finale am 7. September den bestehenden olympischen Rekord um eine Zehntelsekunde auf 22,4 s und egalisierte damit gleichzeitig den Weltrekord. Nach Maßstäben der elektronischen Zeitmessung stellten Stechers 22,40 s auch eine Verbesserung des Weltrekords dar, der allerdings noch nicht offiziell geführt wurde.

## Durchführung des Wettbewerbs
Die Athletinnen traten am 4. September zu sechs Vorläufen an. Die jeweils fünf Laufbesten – hellblau unterlegt – sowie die nachfolgend zwei Zeitbesten – hellgrün unterlegt – kamen in das am selben Tag ausgetragene Viertelfinale. Die aus diesem Viertelfinalrennen jeweils vier Laufbesten – wiederum hellblau unterlegt – qualifizierten sich für das Halbfinale am 7. September. Aus den Vorentscheidungsläufen erreichten die jeweils vier Laufbesten – hellblau unterlegt – das Finale, das am selben Tag stattfand.

## Zeitplan
4. September, 10:50 Uhr: Vorläufe

4. September, 16;20 Uhr: Viertelfinale

7. September, 14:00 Uhr: Halbfinale

7. September, 17:45 Uhr: Finale

## Vorrunde
Datum: 4. September 1972, ab 10.50 Uhr

### Vorlauf 1
Wind: −0,4 m/s
| Platz | Name                | Nation         | Zeit    |
| ----- | ------------------- | -------------- | ------- |
| 1     | Alice Annum         | Ghana          | 23,15 s |
| 2     | Barbara Ferrell     | USA            | 23,38 s |
| 3     | Rosie Allwood       | Jamaika        | 23,56 s |
| 4     | Donna Murray        | Großbritannien | 21,16 s |
| 5     | Juana Mosquera      | Kolumbien      | 24,20 s |
| 6     | Carolina Rieuwpassa | Indonesien     | 24,68 s |
| DNS   | Irene Fitzner       | Argentinien    |         |

### Vorlauf 2
Wind: −0,2 m/s
| Platz | Name                   | Nation      | Zeit    |
| ----- | ---------------------- | ----------- | ------- |
| 1     | Renate Stecher         | DDR         | 22,96 s |
| 2     | Raelene Boyle          | Australien  | 23,58 s |
| 3     | Nadeschda Besfamilnaja | Sowjetunion | 23,62 s |
| 4     | Amelita Alanes         | Philippinen | 25,28 s |
| 5     | Helen Olaye            | Nigeria     | 25,30 s |
| 6     | Mabel Saeluzika        | Malawi      | 28,29 s |
| DNS   | Carmen Valdés          | Kuba        |         |

### Vorlauf 3
Wind: −1,2 m/s
| Platz | Name              | Nation         | Zeit    |
| ----- | ----------------- | -------------- | ------- |
| 1     | Annegret Kroniger | BR Deutschland | 23,37 s |
| 2     | Wilma van Gool    | Niederlande    | 23,86 s |
| 3     | Della Pascoe      | Großbritannien | 23,97 s |
| 4     | Hannah Afriyie    | Ghana          | 24,38 s |
| 5     | María Luisa Vilca | Peru           | 24,46 s |
| 6     | Josefa Vicent     | Uruguay        | 25,09 s |
| 7     | Maes Kheng        | Khmer-Republik | 25,86 s |

### Vorlauf 4
Wind: −0,7 m/s
| Platz | Name           | Nation              | Zeit    |
| ----- | -------------- | ------------------- | ------- |
| 1     | Ellen Strophal | DDR                 | 23,54 s |
| 2     | Pam Greene     | USA                 | 23,96 s |
| 3     | Una Morris     | Jamaika             | 23,99 s |
| 4     | Pirjo Wilmi    | Finnland            | 24,16 s |
| 5     | Rose Musani    | Uganda              | 25,37 s |
| 6     | Laura Pierre   | Trinidad und Tobago | 26,32 s |
| DNS   | Eva Glesková   | Tschechoslowakei    |         |

### Vorlauf 5
Wind: +0,2 m/s
| Platz | Name              | Nation         | Zeit    |
| ----- | ----------------- | -------------- | ------- |
| 1     | Irena Szewińska   | Polen          | 23,37 s |
| 2     | Christiane Krause | BR Deutschland | 23,51 s |
| 3     | Jackie Thompson   | USA            | 23,67 s |
| 4     | Karoline Käfer    | Österreich     | 24,42 s |
| 5     | Russel Carrero    | Nicaragua      | 28,02 s |
| DNS   | Silvia Chivás     | Kuba           |         |
| DNS   | Claudette Powell  | Bahamas        |         |

### Vorlauf 6
Wind: ±0,0 m/s
| Platz | Name               | Nation         | Zeit    |
| ----- | ------------------ | -------------- | ------- |
| 1     | Marina Sidorowa    | Sowjetunion    | 23,46 s |
| 2     | Sylviane Telliez   | Frankreich     | 23,51 s |
| 3     | Christina Heinich  | DDR            | 23,90 s |
| 4     | Margaret Critchley | Großbritannien | 24,04 s |
| 5     | Marcia Trotman     | Barbados       | 24,06 s |
| 6     | Beatrice Lungu     | Sambia         | 25,11 s |
| 7     | Fatima El Faquir   | Marokko        | 25,27 s |

## Viertelfinale
Datum: 4. September 1972, ab 16:20 Uhr

### Lauf 1

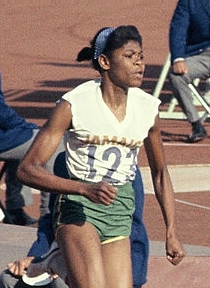
Una Morris – hier acht Jahre zuvor als Mitglied der US-Silbersprintstaffel – schied als Fünfte des ersten Viertelfinals aus

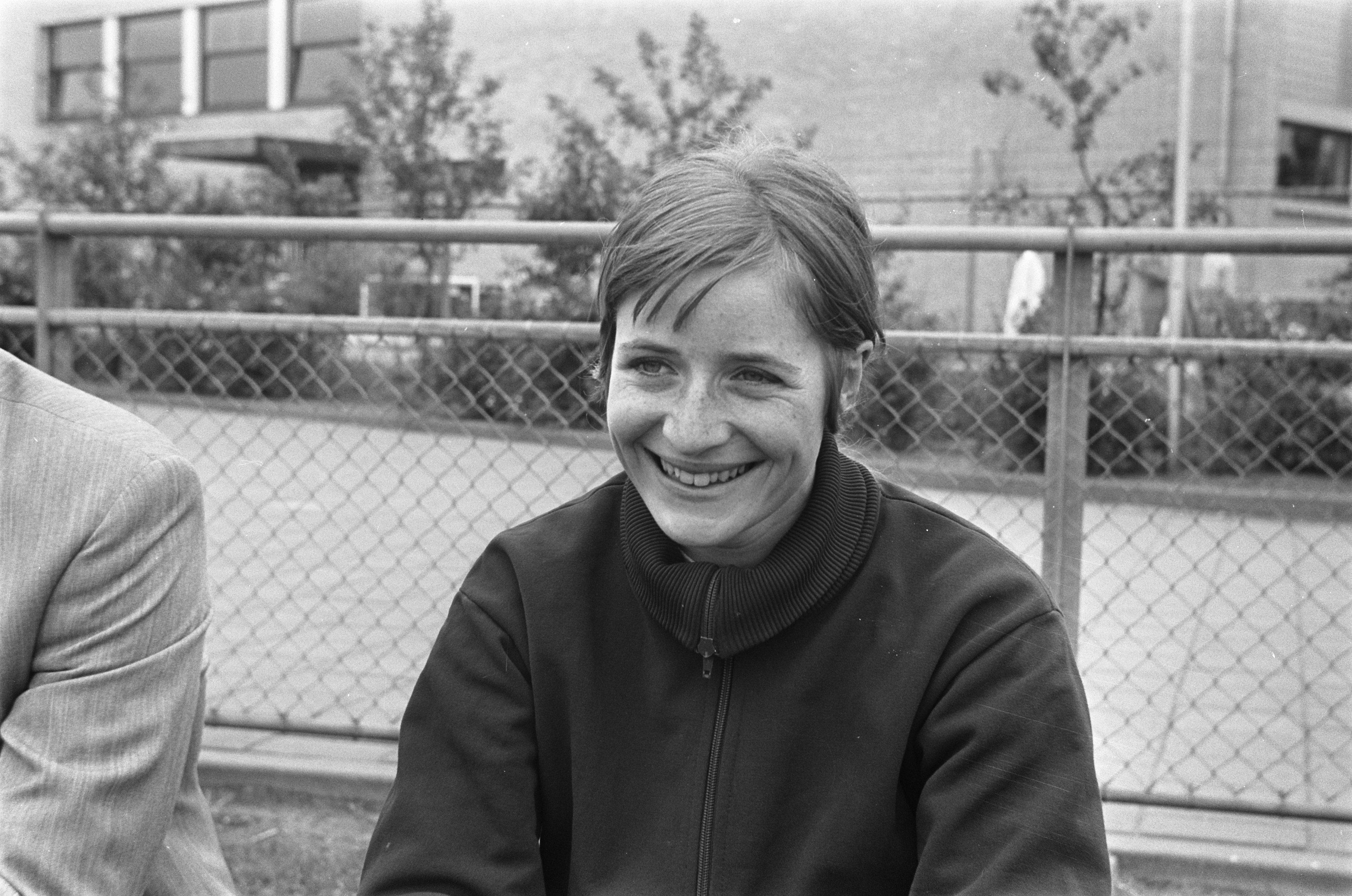
Wilma van Gool, frühere Wilma van den Berg, hatte sich für das Halbfinale qualifiziert, startete dort jedoch nicht

Wind: +0,1 m/s
| Platz | Name                   | Nation      | Zeit    |
| ----- | ---------------------- | ----------- | ------- |
| 1     | Irena Szewińska        | Polen       | 22,79 s |
| 2     | Nadeschda Besfamilnaja | Sowjetunion | 23,20 s |
| 3     | Christina Heinich      | DDR         | 23,23 s |
| 4     | Barbara Ferrell        | USA         | 23,30 s |
| 5     | Una Morris             | Jamaika     | 23,62 s |
| 6     | Marcia Trotman         | Barbados    | 24,00 s |
| 7     | Amelita Alanes         | Philippinen | 24,98 s |
| DNS   | Josefa Vicent          | Uruguay     |         |

### Lauf 2
Wind: +1,6 m/s
| Platz | Name              | Nation         | Zeit    |
| ----- | ----------------- | -------------- | ------- |
| 1     | Ellen Strophal    | DDR            | 22,93 s |
| 2     | Alice Annum       | Ghana          | 22,95 s |
| 3     | Wilma van Gool    | Niederlande    | 23,22 s |
| 4     | Christiane Krause | BR Deutschland | 23,22 s |
| 5     | Della Pascoe      | Großbritannien | 23,72 s |
| 6     | Juana Mosquera    | Kolumbien      | 24,00 s |
| 7     | María Luisa Vilca | Peru           | 24,48 s |
| 8     | Rose Musani       | Uganda         | 25,28 s |

### Lauf 3

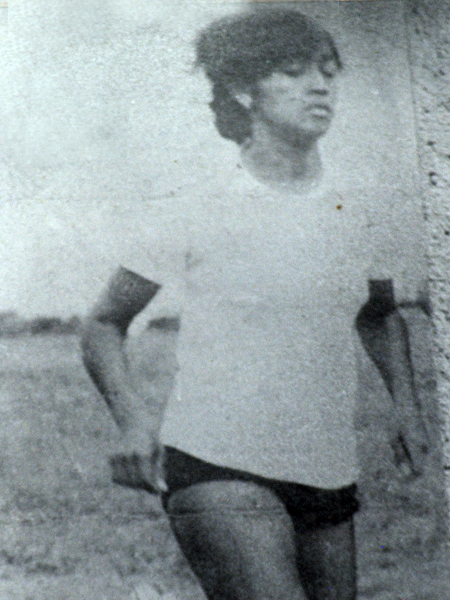
Die für das Viertelfinale qualifizierte Russel Carrero ging dort nicht an den Start

Wind: ±0,0 m/s
| Platz | Name             | Nation         | Zeit    |
| ----- | ---------------- | -------------- | ------- |
| 1     | Renate Stecher   | DDR            | 23,31 s |
| 2     | Rosie Allwood    | Jamaika        | 23,33 s |
| 3     | Sylviane Telliez | Frankreich     | 23,69 s |
| 4     | Donna Murray     | Großbritannien | 23,69 s |
| 5     | Pam Greene       | USA            | 23,85 s |
| 6     | Karoline Käfer   | Österreich     | 23,92 s |
| 7     | Hannah Afriyie   | Ghana          | 24,47 s |
| DNS   | Russel Carrero   | Nicaragua      |         |

### Lauf 4
Wind: +0,3 m/s
| Platz | Name                | Nation         | Zeit    |
| ----- | ------------------- | -------------- | ------- |
| 1     | Raelene Boyle       | Australien     | 23,06 s |
| 2     | Annegret Kroniger   | BR Deutschland | 23,14 s |
| 3     | Jackie Thompson     | USA            | 23,22 s |
| 4     | Marina Sidorowa     | Sowjetunion    | 23,33 s |
| 5     | Pirjo Wilmi         | Finnland       | 23,68 s |
| 6     | Margaret Critchley  | Großbritannien | 24,05 s |
| 7     | Carolina Rieuwpassa | Indonesien     | 25,03 s |
| 8     | Helen Olaye         | Nigeria        | 25,09 s |

## Halbfinale
Datum: 7. September 1972, ab 14.00 Uhr

### Lauf 1
Wind: +0,7 m/s
| Platz | Name              | Nation         | Zeit    |
| ----- | ----------------- | -------------- | ------- |
| 1     | Ellen Strophal    | DDR            | 22,90 s |
| 2     | Raelene Boyle     | Australien     | 22,92 s |
| 3     | Irena Szewińska   | Polen          | 22,92 s |
| 4     | Rosie Allwood     | Jamaika        | 23,14 s |
| 5     | Christiane Krause | BR Deutschland | 23,17 s |
| 6     | Jackie Thompson   | USA            | 23,18 s |
| 7     | Marina Sidorowa   | Sowjetunion    | 23,40 s |
| DNS   | Wilma van Gool    | Niederlande    |         |

### Lauf 2
Wind: ±0,0 m/s
| Platz | Name                   | Nation         | Zeit    |
| ----- | ---------------------- | -------------- | ------- |
| 1     | Renate Stecher         | DDR            | 22,83 s |
| 2     | Annegret Kroniger      | BR Deutschland | 23,03 s |
| 3     | Christina Heinich      | DDR            | 23,38 s |
| 4     | Alice Annum            | Ghana          | 23,30 s |
| 5     | Nadeschda Besfamilnaja | Sowjetunion    | 23,31 s |
| 6     | Sylviane Telliez       | Frankreich     | 23,34 s |
| 7     | Barbara Ferrell        | USA            | 23,39 s |
| 8     | Donna Murray           | Großbritannien | 24,03 s |

## Finale

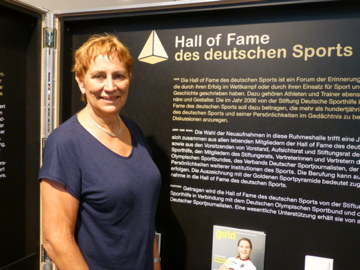
Renate Stecher (Foto: 2017) errang hier ihr zweites Olympiagold
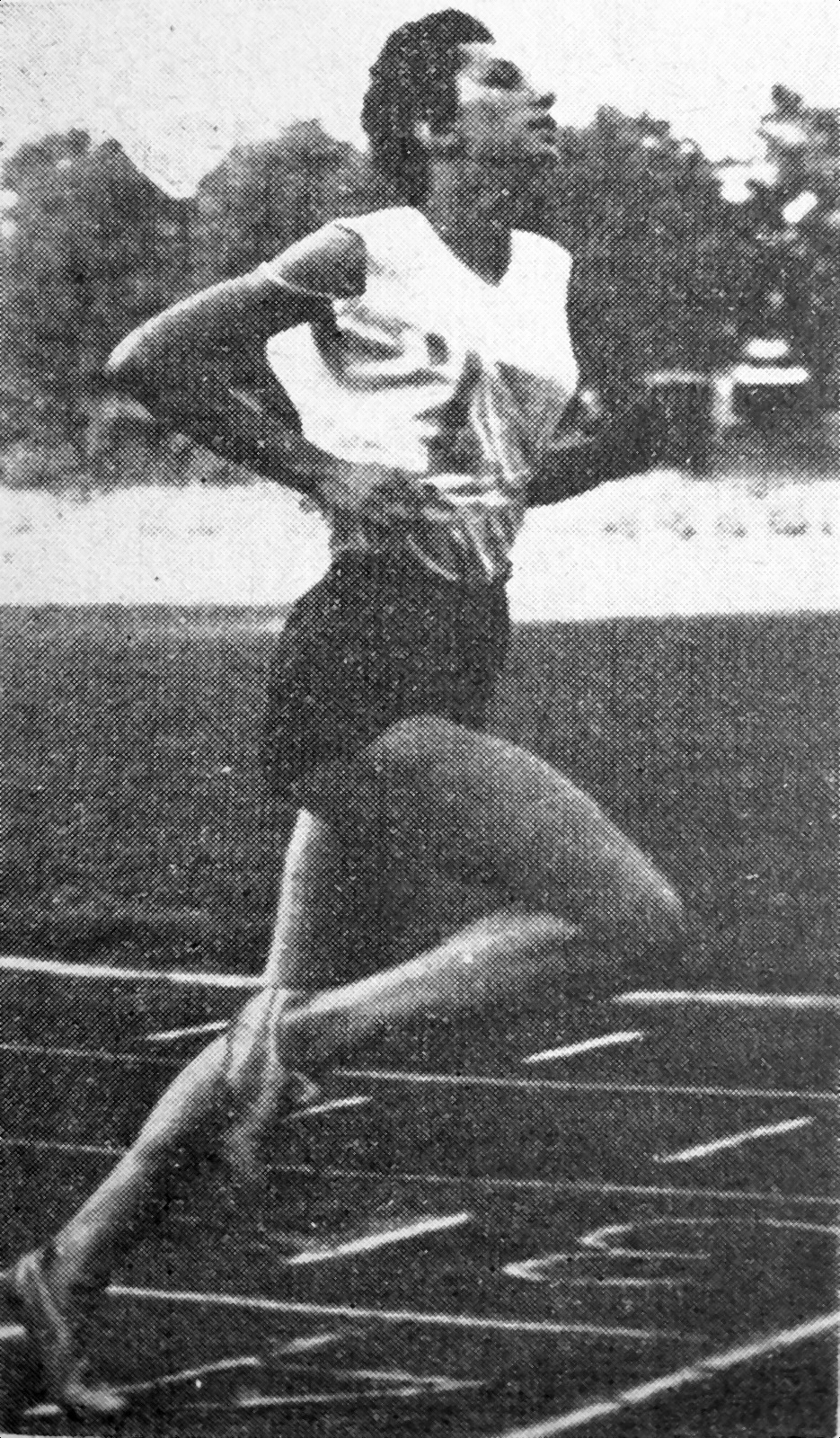
Irena Szewińska – 1968 Olympiasiegerin auf dieser Distanz – kam mit Bronze zu einer weiteren Medaille

Datum: 7. September 1972, 17:45 Uhr
Wind: +1,1 m/s
| Platz | Name              | Nation         | Zeit    | Anmerkung |
| ----- | ----------------- | -------------- | ------- | --------- |
| 1     | Renate Stecher    | DDR            | 22,40 s | WRe / OR  |
| 2     | Raelene Boyle     | Australien     | 22,45 s |           |
| 3     | Irena Szewińska   | Polen          | 22,74 s |           |
| 4     | Ellen Strophal    | DDR            | 22,75 s |           |
| 5     | Annegret Kroniger | BR Deutschland | 22,89 s |           |
| 6     | Christina Heinich | DDR            | 22,89 s |           |
| 7     | Alice Annum       | Ghana          | 22,99 s |           |
| 8     | Rosie Allwood     | Jamaika        | 23,11 s |           |

Die Weltrekordlerin Chi Cheng aus Taiwan hatte sich im Frühjahr verletzt und konnte in München nicht an den Start gehen. Als Favoritin galt die Europameisterin von 1971 Renate Stecher aus der DDR, die hier bereits Olympiasiegerin im 100-Meter-Lauf geworden war. Hoch eingeschätzt wurden auch die polnische Olympiasiegerin von 1968 Irena Szewińska und die Australierin Raelene Boyle, Gewinnerin der British Commonwealth Games 1970 und hier zuvor Zweite über 100 Meter.
Im Finale übernahm Renate Stecher gleich nach dem Start die Führung und konnte sie bis zum Ende verteidigen. Raelene Boyle gestaltete das Rennen sehr eng und war auf der Zielgeraden nah an der DDR-Sprinterin, konnte jedoch nicht an ihr vorbeiziehen. Die konditionsstarke Irena Szewińska zog auf den letzten fünfzig Metern noch an einigen Konkurrentinnen vorbei und gewann die Bronzemedaille mit einer Hundertstelsekunde vor Ellen Streidt, DDR, und Annegret Kroniger, BR Deutschland.
Mit ihrer Siegerzeit stellte Renate Stecher Chi Chengs auf Zehntelsekunden gerundeten offiziellen Weltrekord ein und gleichzeitig einen neuen olympischen Rekord auf. Bei den rein elektronisch gemessenen und auf Hundertstelsekunden gerundeten Werten bedeute die Siegerzeit nicht nur Einstellung des bestehenden, sondern Aufstellung eines neuen – noch nicht offiziellen – Weltrekords.
Irena Szewińska gewann ihre dritte Medaille in dieser Disziplin und wurde somit zur erfolgreichsten Athletin über 200 Meter.

## Videolinks
- 1972 Olympic 200m Women, youtube.com, abgerufen am 5. Dezember 2017
- 1972 - Olympics - Womens 200m - Raelene Boyle, youtube.com, abgerufen 3. Oktober 2021